# Roberto Dueñas
Roberto Dueñas, né le 1er novembre 1975 à Madrid, est un joueur de basket-ball espagnol, évoluant au poste de pivot.

## Clubs successifs
- jusqu'à 1994 : CB Móstoles (équipe de jeunes): 1992-1994.
- 1994-1995 : Baloncesto Fuenlabrada (2e Division): 1994-1995.
- 1995-1996 : CB Cornellà
- 1996-2005 : FC Barcelone
- 2006-2007 : Askavayu Girona (ACB)
- 2006-2007 : DKV Joventut
- 2007 : CB Prat
- 2007 : DKV Joventut

## Palmarès
Avec le FC Barcelone :
- Euroligue : 2003.
- Coupe Korać : 1999.
- Champion d'Espagne : 1996, 1997, 1999, 2001, 2003, 2004.
- Coupe du Roi : 2001, 2003.
- 2 Ligues catalanes : 2001, 2002.

### Équipe nationale
- Médaille d'argent au Championnat d'Europe 1999

### Distinctions personnelles
- Drafté en 58e position par les Bulls de Chicago en 1997
- MVP des Finales du Championnat d'Espagne  1997.
- 3 participations au  All-Star de la Ligue ACB (1996, 1998 et 1999).